# Clube Desportivo Sete de Setembro
El Clube Desportivo Sete de Setembro, conocido también como Sete de Dourados, es un equipo de fútbol de Brasil que juega en el Campeonato Sul-Matogrossense, la primera división del estado de Mato Grosso del Sur.

## Historia
Fue fundado el 7 de septiembre de 1994 en el municipio de Dourados del estado de Mato Grosso del Sur, aunque fue hasta el año 2005 que ingresó al profesionalismo, obteniendo ese mismo año el ascenso al Campeonato Sul-Matogrossense como campeón de la segunda división estatal.
En 2016 gana el título estatal por primera vez luego de vencer en la final al Esporte Clube Comercial, logrando la clasificación para el Campeonato Brasileño de Serie D de 2016, a la Copa Verde y la Copa de Brasil de 2017.
En la cuarta división nacional superó la primera ronda ganando su grupo, donde luego sería eliminado en la segunda ronda por el Fluminense de Feira FC, mientras que en la Copa Verde fue eliminado en la ronda preliminar por el Ceilândia Esporte Clube del Distrito Federal de Brasil con marcador global de 1-4 y en la Copa de Brasil elimina en la primera ronda al River Atlético Clube del estado de Piauí con marcador de 1-0, pero es eliminado en la segunda ronda por el Sport Recife del estado de Pernambuco con marcador de 0-3.

## Palmarés
- Campeonato Sul-Matogrossense: 1

2016
- Campeonato Sul-Matogrossense de Segunda División: 1

2007